# 学校法人玉川学園
学校法人玉川学園（がっこうほうじんたまがわがくえん）は、東京都町田市玉川学園にある学校法人。
国際バカロレア認定校。小原國芳の『新しい日本を動かす力を、ここからつくるのだ』という夢からデザインした『理想の学校』の絵を基に、1929年（昭和4年）、学校法人玉川学園を創立。

## 概要
1929年（昭和4年）、財団法人玉川学園として設立認可、1951年（昭和26年）、私立学校法による学校法人に改組。2015年（平成27年）現在は、玉川学園幼稚部（学校教育法第1条の幼稚園）、玉川学園小学部（同小学校）、玉川学園中学部・高等部（同中学校、同高等学校・全日制普通科）、および玉川大学の各学校を設置する。
沢柳政太郎が創立した成城学園から1929年（昭和4年）に枝分かれして、当時成城学園の幼稚園・小学校・高等女学校・高等学校の校長事務取扱だった小原國芳が創立した。前後して成城学園から分かれた和光学園創立による和光大学も敷地が隣接している。キリスト教精神に基づいた宗教教育を行っている（ただし、キリスト教学校教育同盟などには加盟していない）。
戦前の設立当初（1929年）は旧制の玉川中学校、玉川学園小学校、幼稚園のみで、その後、旧制の玉川高等女学校、玉川塾（専門部）、玉川工業専門学校、（旧制）玉川大学などを増設した。戦後の学制改革に従い、玉川学園小学部、玉川学園中学部、玉川学園高等部、（新制）玉川大学、玉川学園幼稚部、玉川学園女子短期大学、玉川学園久志高等学校（鹿児島県西南方村〔現・南さつま市〕）、玉川学園富士高等学校（東京都町田市の本校と静岡県内数ヶ所の分教室で構成）を整備していった（後に示す年表も参考のこと）。
日本国外の教育指導者を直接招いたり、玉川児童百科大辞典をはじめ数シリーズの児童用百科事典を編纂するなど、先進的な活動を第二次世界大戦前から行っている。
学園長および理事長については、創立者の直系子孫による世襲継承が続いている。現学園長は3代目の小原芳明。

## 沿革
- 1929年（昭和4年）[1]
  - 3月
    - 財団法人玉川学園設立
    - 玉川中学校設置

  - 5月 玉川学園小学校設置
  - 不明 校歌制定（作詞：田尾一一、作曲：岡本敏明[2]）
- 1930年（昭和5年）4月 玉川高等女学校設置
- 1939年（昭和14年）4月 玉川塾（専門部）設置
- 1942年（昭和17年）5月 興亜工業大学（現・千葉工業大学）設置
- 1945年（昭和20年）3月 玉川工業専門学校設置
- 1947年（昭和22年）
  - 2月 旧制玉川大学設置（文農学部文学科、農政学科）（大学令による旧制最後の設置認可）
  - 4月 新制中学校令（学校教育法）による玉川学園中学校設置
- 1948年（昭和23年）
  - 3月 玉川学園高等部設置（玉川中学校および高等女学校が母体）
  - 6月 小原國芳の出身地、鹿児島県川辺郡坊津町久志（現・南さつま市）に玉川学園久志高等学校設置
- 1949年（昭和24年）2月 新制大学令（学校教育法）による玉川大学設置（文学部教育学科、英米文学科と農学部農学科）（大学令による玉川大学及び玉川工業専門学校が母体）
- 1950年（昭和25年）
  - 3月 玉川大学文学部（教育学科）通信教育課程設置
  - 12月 玉川学園幼稚部設置
- 1951年（昭和26年）2月 財団法人から学校法人に移行
- 1962年（昭和37年）4月 玉川大学工学部（機械工学科、電子工学科、経営工学科）開設
- 1964年（昭和39年）
  - 1月 玉川学園富士高等学校（広域通信制）設置
  - 4月 玉川大学文学部に芸術学科及び農学部に農芸化学科を開設
- 1965年（昭和40年）1月 玉川学園女子短期大学設置（教養科）
- 1967年（昭和42年）
  - 4月
    - 玉川大学大学院工学研究科（機械工学専攻、電子工学専攻）修士課程開設
    - 玉川学園女子短期大学に保育科を開設
- 1971年（昭和46年）
  - 4月
    - 玉川大学大学院文学研究科（教育学専攻）修士課程開設
    - 玉川学園富士高等学校新入生募集停止
- 1972年（昭和47年）
  - 4月
    - 玉川大学大学院文学研究科に英文学専攻修士課程を開設
    - 玉川大学大学院工学研究科に電子工学専攻博士課程を開設
    - 玉川大学文学部に外国語学科を開設
    - 玉川大学工学部に情報通信工学科を開設
- 1973年（昭和48年）
  - 3月 玉川学園富士高等学校休校
  - 4月 玉川大学大学院文学研究科に教育学専攻博士課程を開設
- 1974年（昭和49年）4月 玉川学園高等部に専攻科（1年課程）を開設
- 1976年（昭和51年） 玉川学園カナダ・ナナイモ校地開設
- 1977年（昭和52年）4月 玉川大学大学院農学研究科（資源生物学専攻）修士課程開設。創立者小原國芳氏、逝去。
- 1979年（昭和54年）
  - 4月
    - 玉川大学大学院農学研究科に資源生物学専攻博士課程を開設
    - 玉川大学芸術専攻科（芸術専攻）を開設
- 1980年（昭和55年）
  - 3月 玉川学園久志高等学校廃校
  - 4月 玉川大学大学院工学研究科に生産開発工学専攻博士課程を開設
- 1983年（昭和58年）3月 玉川大学大学院工学研究科の電子工学専攻博士課程を廃止
- 1987年（昭和62年） 教育博物館開館
- 1984年（昭和59年）4月 玉川学園女子短期大学の保育科を幼児教育科に名称変更
- 1994年（平成6年）4月 玉川学園女子短期大学に学位授与機構により認定された専攻科教養専攻を開設
- 1995年（平成7年）
  - 4月 小原芳明 第5代学長が玉川学園理事長、玉川大学学長、玉川学園学園長に就任
  - 一般財団法人 親学推進協会 理事長である 高橋史朗 氏を大学院講師兼任として迎える。
  - 玉川大学大学院工学研究科の電子工学専攻（修士課程）を電子情報工学専攻（修士課程）に名称変更、
  - 5月 玉川学園富士高等学校廃校
- 2000年（平成12年） 総合学園として世界で初めて、ISO14001認証取得
- 2001年（平成13年）
  - 4月
    - 玉川大学経営学部（国際経営学科）開設
    - 玉川大学農学部の農学科を生物資源学科に、農芸化学科を応用生物化学科に名称変更
- 2002年（平成14年）
  - 4月
    - 玉川大学文学部に人間学科を開設
    - 玉川大学文学部に国際言語文化学科を開設（文学部外国語学科を改組）
    - 玉川大学教育学部（教育学科）及び玉川大学通信教育部教育学部（教育学科）を開設（玉川大学文学部教育学科を改組）
    - 玉川大学芸術学部（パフォーミング・アーツ学科、ビジュアル・アーツ学科）を開設（玉川大学文学部芸術学科を改組）
- 2003年（平成15年）
  - 4月
    - 玉川大学文学部にリベラルアーツ学科を開設（玉川学園女子短期大学教養科及び玉川学園女子短期大学専攻科を改組）
    - 玉川大学教育学部に乳幼児発達学科を開設（玉川学園女子短期大学幼児教育科を改組）
- 2004年（平成16年）
  - 3月 玉川学園女子短期大学の幼児教育学科及び専攻科を廃止
  - 4月 玉川大学工学部に機械システム学科、知能情報システム学科、メディアネットワーク学科、マネジメントサイエンス学科を開設（玉川大学工学部機械工学科、電子工学科、情報通信工学科、経営工学科を改組）
  - 11月 玉川学園女子短期大学を廃止
- 2005年（平成17年）
  - 4月
    - 玉川大学大学院マネジメント研究科（マネジメント専攻）修士課程開設
    - 玉川大学農学部に生物環境システム学科、生命化学科を開設（玉川大学農学部生物資源学科、応用生物化学科を改組）
- 2006年（平成18年）
  - 3月 玉川大学文学部の教育学科、英米文学科、芸術学科を廃止
  - 4月
    - 玉川大学大学院文学研究科に哲学専攻修士課程開設
    - 玉川大学大学院教育学研究科（教育学専攻）修士課程開設（玉川大学文学研究科教育学専攻を改組）
    - 玉川大学文学部に比較文化学科を開設（玉川大学文学部国際言語文化学科を改組）
    - 玉川大学芸術学部にメディア・アーツ学科を開設

  - 9月 玉川大学文学部の外国語学科を廃止
- 2007年（平成19年）
  - 3月 玉川大学大学院文学研究科の教育学専攻修士課程を廃止
  - 4月
    - 玉川大学大学院工学研究科に脳情報専攻博士課程、システム科学専攻博士課程を開設
    - 玉川大学リベラルアーツ学部（リベラルアーツ学科）開設（玉川大学文学部リベラルアーツ学科を改組）
    - 玉川大学経営学部に観光経営学科を開設
- 2008年（平成20年）
  - 3月 玉川大学工学部の機械工学科、電子工学科、経営工学科を廃止
  - 4月
    - 玉川大学大学院教育学研究科に教職専攻専門職学位課程（教職大学院）を開設
    - 玉川大学工学部に機械情報システム学科、ソフトウェアサイエンス学科を開設（玉川大学工学部機械システム学科、知能情報システム学科、メディアネットワーク学科、マネジメントサイエンス学科を改組）
- 2009年（平成21年）
  - 3月
    - 玉川大学大学院文学研究科の教育学専攻博士課程を廃止
    - 玉川大学大学院工学研究科の生産開発工学専攻博士課程を廃止
    - 玉川大学工学部の情報通信工学科を廃止

  - 5月 玉川学園中等部にて国際バカロレア(IB)よりIBMYPスクールに認定
- 2010年（平成22年）
  - 4月
    - 玉川大学大学院文学研究科に人間学専攻修士課程を開設（玉川大学大学院文学研究科哲学専攻修士課程を改組）
    - 玉川大学大学院文学研究科に英語教育専攻修士課程を開設（玉川大学大学院文学研究科英文学専攻修士課程を改組）
    - 玉川大学大学院脳情報研究科（脳情報専攻）博士課程を開設（玉川大学大学院工学研究科脳情報専攻博士課程を改組）
    - 玉川学園高等部にて国際バカロレア(IB)よりIBDPスクールに認定

  - 8月 玉川大学農学部の応用生物化学科を廃止
  - 9月 玉川大学文学部のリベラルアーツ学科を廃止
- 2011年（平成23年）
  - 3月
    - 玉川大学大学院文学研究科の哲学専攻修士課程を廃止
    - 玉川大学大学院文学研究科の英文学専攻修士課程を廃止
- 2012年（平成24年）
  - 1月 玉川大学通信教育部の文学部教育学科を廃止
  - 3月
    - 玉川大学大学院工学研究科の脳情報専攻博士課程を廃止
    - 玉川大学文学部の国際言語文化学科を廃止
- 2013年（平成25年）
  - 3月 玉川大学工学部の機械システム学科、メディアネットワーク学科を廃止
  - 4月 玉川大学観光学部（観光学科）開設（玉川大学経営学部観光経営学科を改組）
- 2014年（平成26年）
  - 3月 玉川大学工学部の知能情報システム学科を廃止
  - 4月
    - 玉川大学大学院脳科学研究科（心の科学専攻）修士課程、（脳科学専攻）博士課程開設（玉川大学大学院脳情報研究科を改組）
    - 玉川大学芸術学部にメディア・デザイン学科、芸術教育学科を開設（玉川大学芸術学部ビジュアル・アーツ学科、メディア・アーツ学科を改組）
- 2016年（平成28年）
  - 4月 玉川学園小学部にて国際学級BLESクラスを展開[3]
- 2019年（令和元年）
  - 文部科学省の「スーパーサイエンスハイスクール（SSH）」に指定される
  - 11月 玉川学園90周年記念式典を横浜アリーナにて開催。総勢12,000人の来賓、在校生、保護者及び卒業生が集まり、卒業生で長唄の唄方名跡の杵屋佐喜、作曲家の宮川彬良、指揮者の今村能、演出家の宮本亜門、女優の藤田朋子、アナウンサーの関野浩之など多くの著名人も参加。杵屋佐喜の「“夢の丘”～玉川太鼓 響奏曲」を披露、宮川彬良による創立90周年を祝う「NEXT VISION」を初演、玉川学園と第九との出会いと歴史を語り、卒業生で指揮者の今村能の指揮のもと在校生及び卒業生で第九を演奏。[4]
- 2022年（令和4年）4月1日 - 玉川大学・玉川学園のスポーツ強化と普及を目的とした組織として「玉川アスレチック・デパートメント」（略称：TAD）を新設した[5]。
- 2024年（令和6年）
  - 4月 小原芳明第5代学長が退任、玉川学園理事長・玉川学園学園長職は継続。第6代学長に小原一仁が就任

## 立地
幼稚園から小中高大、そして大学院まで同一校地にある。幼小中高をまとめて「K-12」と称した独自の一貫教育を実践している。 またこの広さゆえ、法人本部の位置する代表住所は東京都町田市であるものの、実際には東京都町田市玉川学園（キャンパスの7割程度）のほか、神奈川県川崎市麻生区岡上（農学部）、神奈川県横浜市青葉区奈良町（工学部、中・高）、と一都一県/三市に敷地がまたがっている。なお、敷地内には二等三角点や古代の遺跡も存在し、戦時中には高射砲陣地もあったという。また、キャンパス内に小田急電鉄小田原線のトンネルもある。
東京都町田市では周辺の住宅地も含めて「玉川学園○丁目」という住居表示になっている（1967年から。それ以前は本町田など）。これは当初、玉川学園が地域一帯の山林農地であった土地を買い取り、玉川学園前駅を誘致（建設費用は玉川学園負担）することで住宅地として開発し、校地以外を住宅地として分譲しながらその資金を学校の運転資金として活用したためである。当時のお金で500坪を500円で販売し、教師には200坪200円の廉価で販売したという。現在でも教職員の住宅は、旧職員やその家族のものも含めて、玉川学園の住宅地に散在している。また、教育理念に賛同して宅地を購入移転してきた人たちには、学者、芸術家などの文化人が多数おり、具体的には遠藤周作、田河水泡らの名があげられる。

## 施設
東京ディズニーランド（51万m2）を超える59万m2の広大なキャンパスに、幼稚部 - 大学院まで約1万人が集う総合学園。
聖山、農場・牧場、玉川池、松下村塾（模築）、健康院、咸宜園（模築）、松陰橋、ゴルフ練習場、など100を超える施設がある。キャンパス内を鉄道線路が横断しており電車が通過する。
1987年（昭和62年）までは塾という寄宿舎が存在し、男子塾と女子塾があった。塾生たちは、朝から晩まで生活を共にし自主運営していた。さらに教職員の自宅も学園内に点在していたという。
りんどう食堂（800席）をはじめ、学生食堂は全部で4カ所ある。設備はかなりあって数え切れないほどだが、体育関連の施設は小学校から大学までで共有しており、また敷地内に点字ブロックは全く設置されていない。
高学年校舎と、美術・造形の各分野の設備が整ったアートセンターが2006年（平成18年）に完成した。
校外施設には、箱根（神奈川県箱根町）約77万m2、北海道（北海道弟子屈町）約122万m2、鹿児島（鹿児島県南さつま市）約10万m2、カナダ（カナダバンクーバー島ナナイモ市）約34万m2がある。ナナイモキャンパスは主に、中学部カナダ研修や大学農学部研修で利用されている。
職員駐車場はグラウンド地下にあり、キャンパスの電線も地下埋設化されている。また敷地内は自然が豊かで、2002年（平成14年）12月25日、総合学園としては世界で初めてISO14001（環境マネジメントシステムに関する国際規格）の認証登録が認められた。

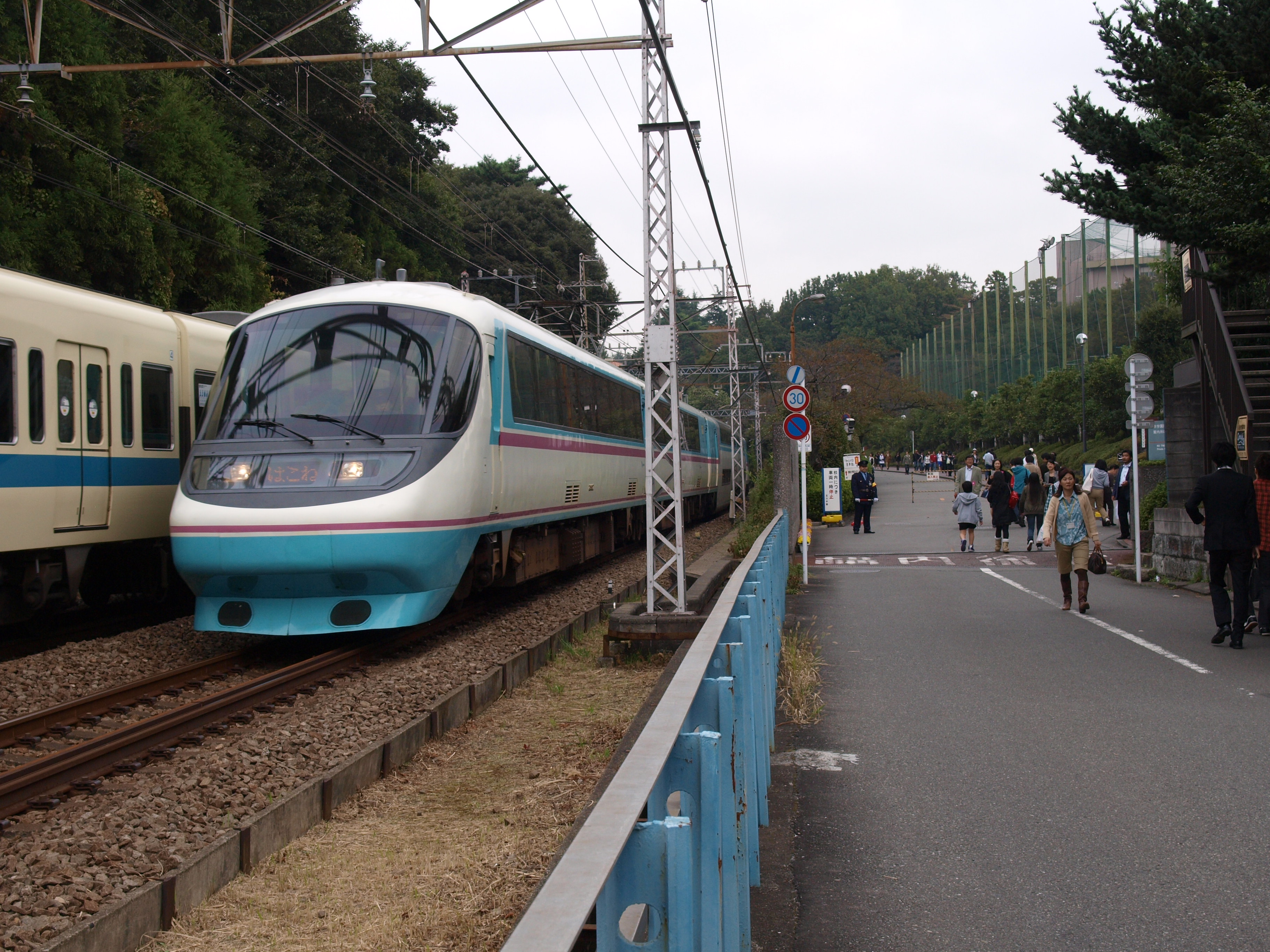
南口
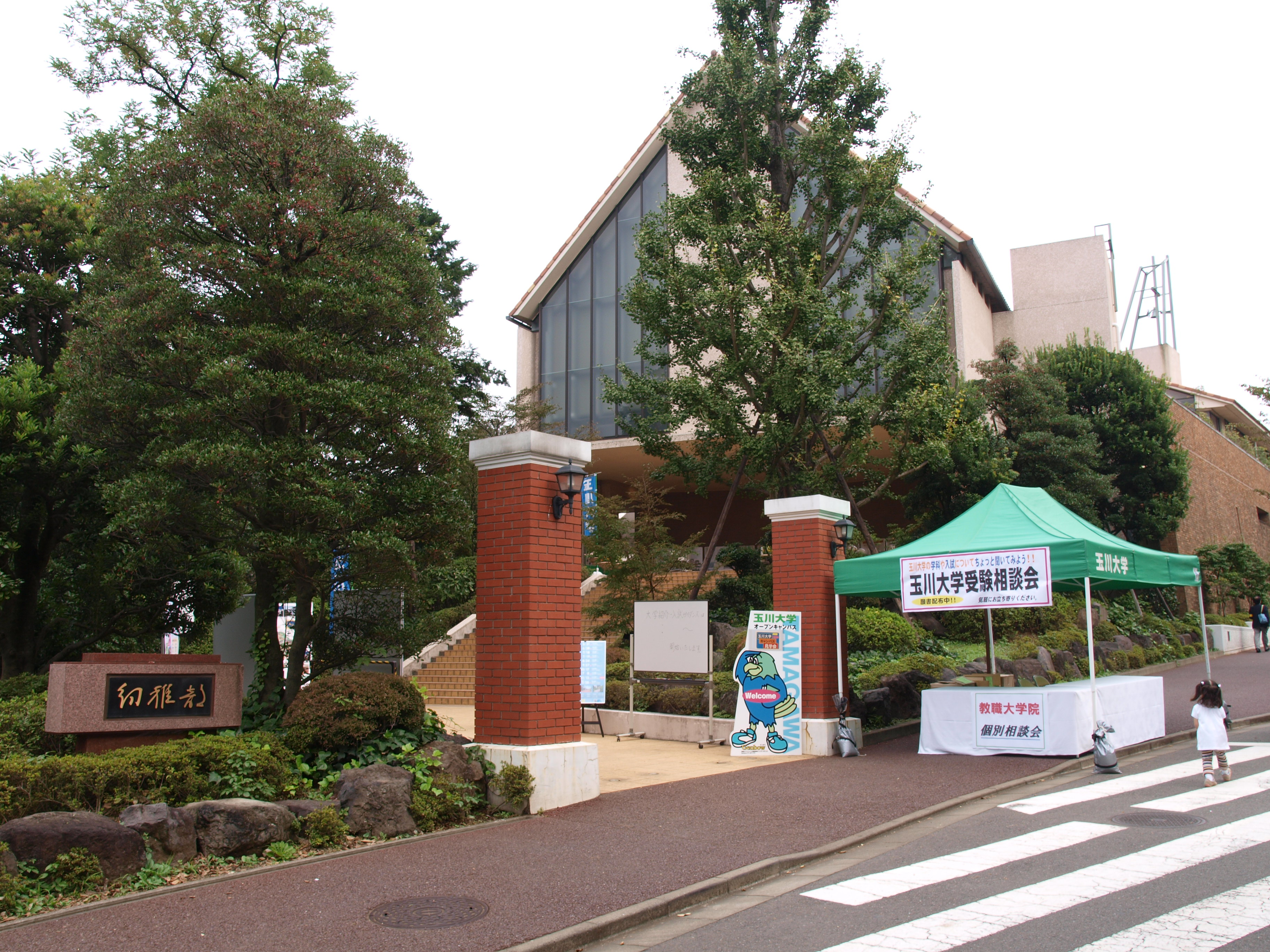
幼稚部
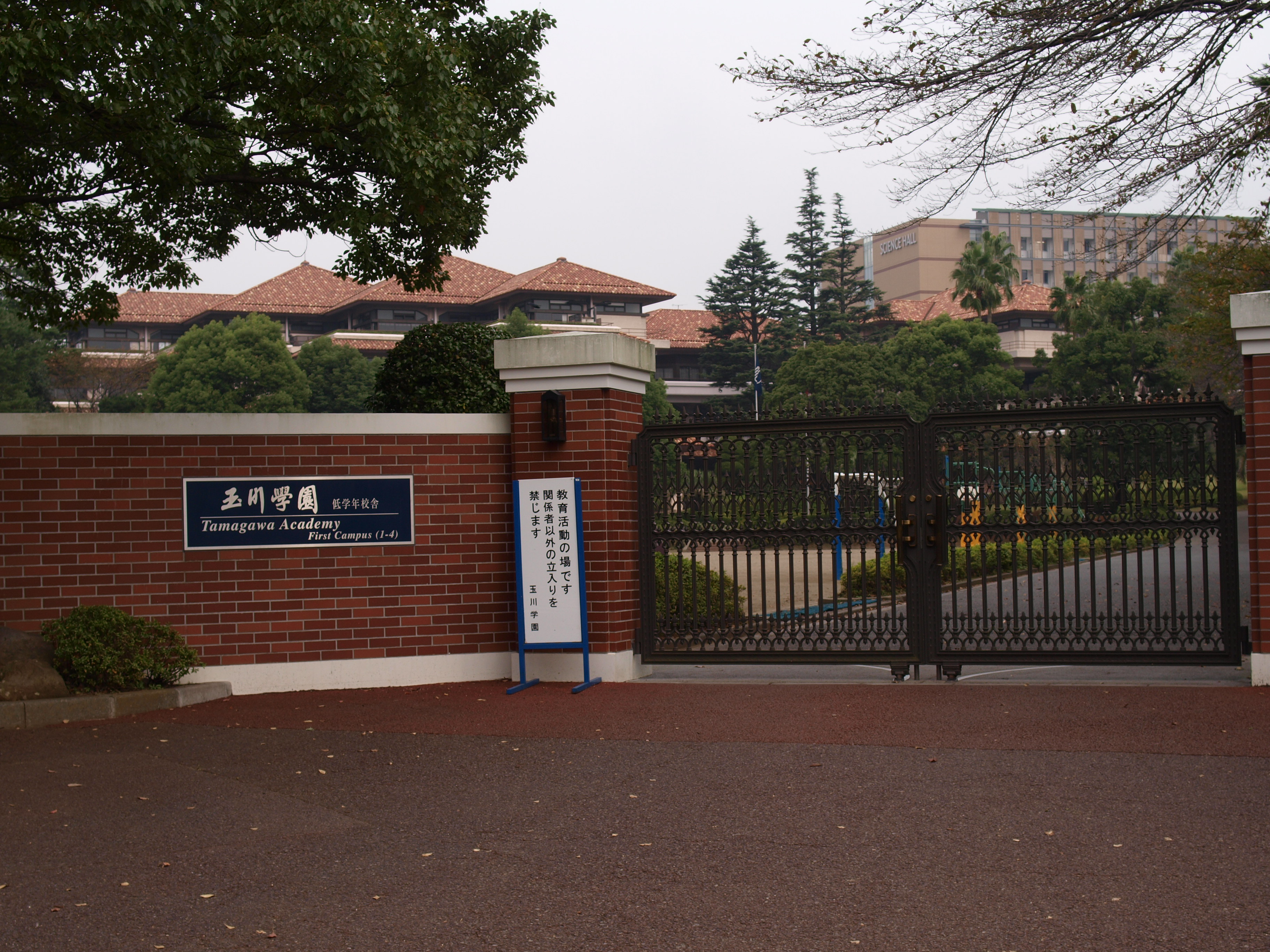
低学年部
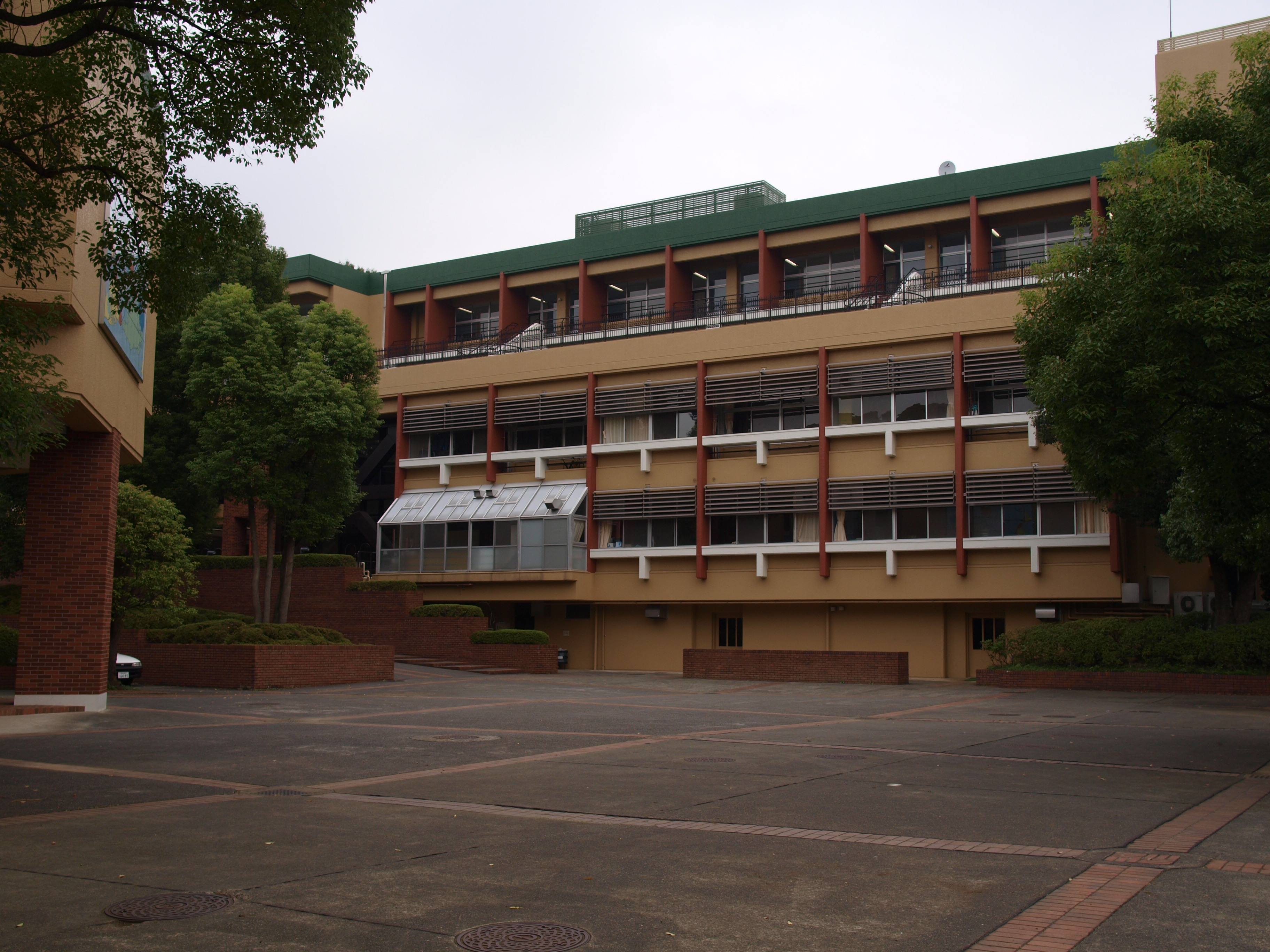
中学年部
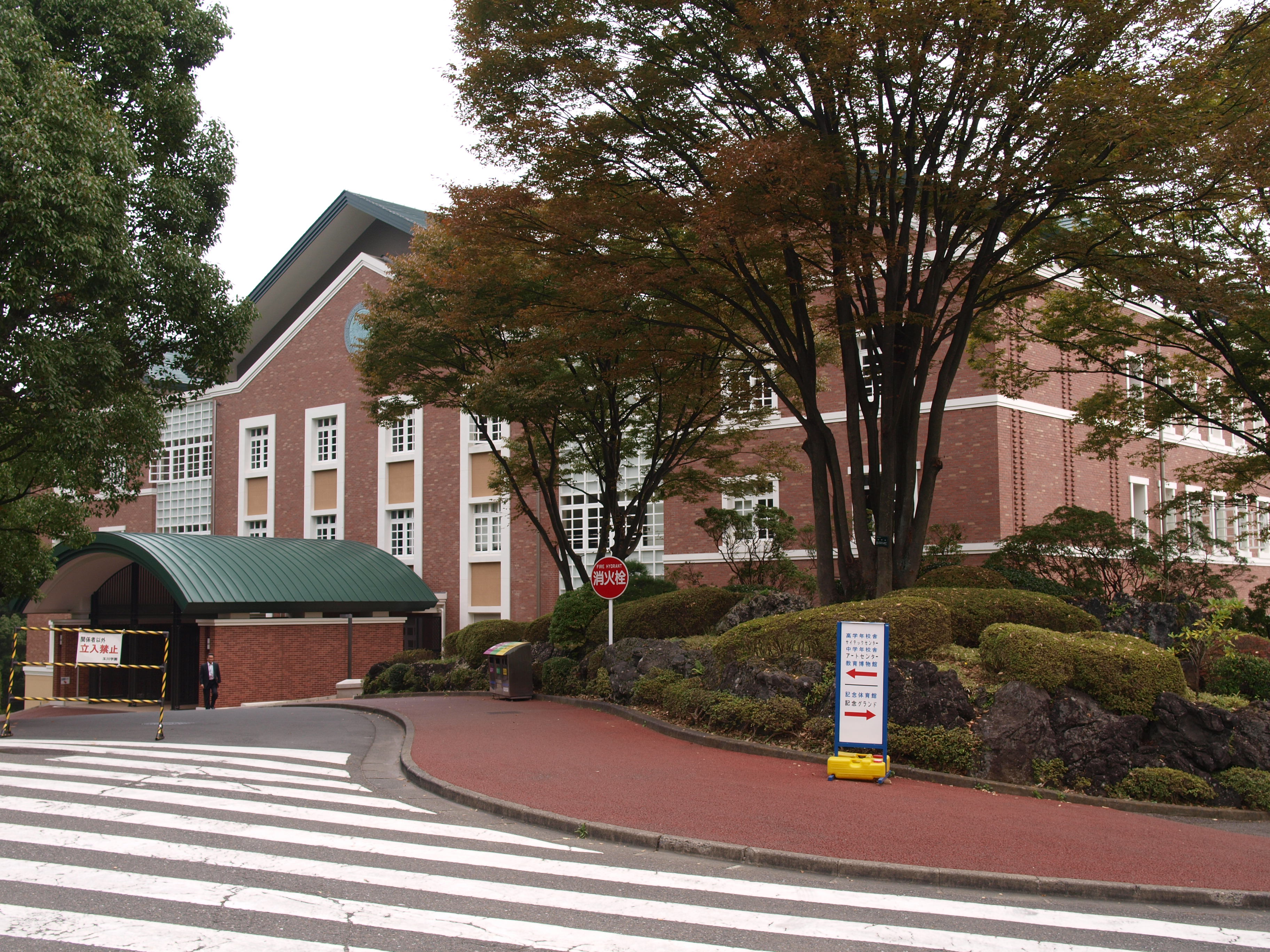
高学年部
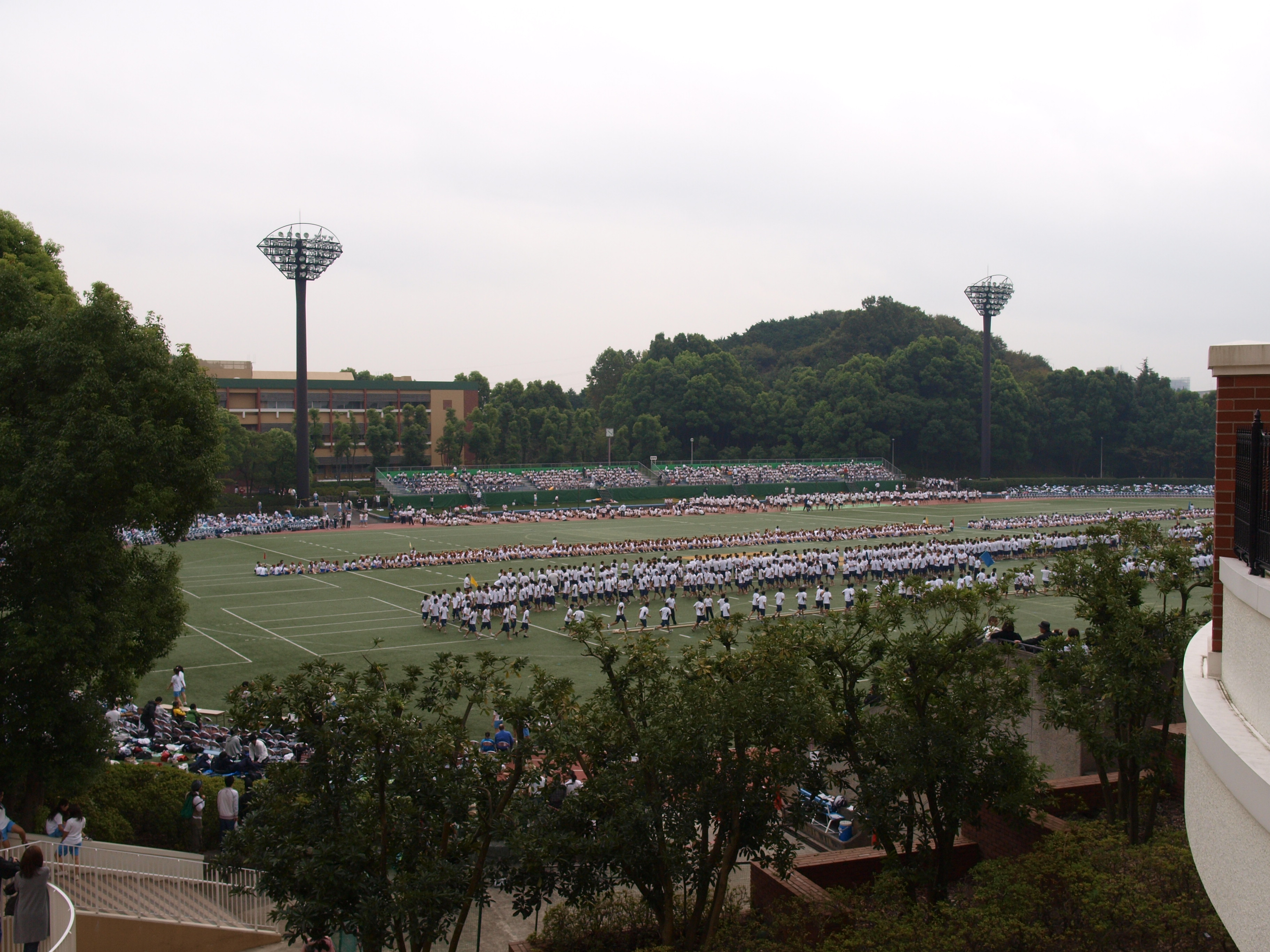
記念グラウンド

## 設置学校

### 幼稚部
3歳児・4歳児・5歳児ともに1クラス20～25名程度で構成され、各クラスにはそれぞれの年齢を象徴する動物の名前がつけられている。なお、小学部等と同様に入学試験が実施され、高等部までの一貫教育を基本としている。

### 小学部
小学部は1学年4クラス、各クラス35名程度で構成され、各クラスには「ゆり組」「さつき組」「楓組」など花や草木の名前が付けられている。
週5日制を実施し、土曜日は学校行事や保護者会、学内検定を行っている。6年生から希望者はクラブ活動に参加することができる。

## 教育
小原國芳の全人教育論とキリスト教に基づいた教育。詳しくは小原國芳または玉川大学参照。K-12（ケースルートゥエルブ）の一貫教育を行っており、特に小学校1年生から高校3年生までの12年間を5年間（第1学年〔小1〕～5学年〔小5〕・Primary Division） - 7年間（第6学年〔小6〕～第12学年〔高3〕・Secondary Program Division）の学年単位で教育を行っている。
- 創立当初より国際教育が盛んであり、世界中に提携校がある。年間を通して短期もしくは長期の留学予定生徒が多数。また提携校からの留学生も多数来校する。
- 音楽教育の中でも特に「合唱」を重視している。音楽（高等部は、「芸術（音楽）」の科目として）は高校3年生まで必修教科である。特にユニークなのは生活音楽を大切にしており、朝のHR時や帰りのHR時にも多くのクラスで合唱を行っている。またHR教室の9割にアップライト型のピアノが装備されており、生徒は自由に弾いて良い環境にある。
- 1998年（平成10年）より、学内では「CHaT Net」と呼ばれるイントラネットが整備されている。子供（Children）と家庭（Homes）、教師（Teachers）の三者を結ぶネットワークである。子供・家庭・保護者が、ネットワーク上で情報交換や教育相談および学内外のイベント告知・報告を行っている。
- 2005年（平成17年） - 日本の学校としては初めて「ラウンド・スクエア」の正式なメンバー校に認定される。
- 2005年（平成17年） - 理科専門の校舎（サイテックセンター）完成。教育機関では初のデジタルプラネタリウム（コニカミノルタプラネタリウム社製）を導入する。
- 2006年（平成18年）9月 - 高等部（アッパー）新校舎完成。校舎中央広場壁面にはラファエロ「アテネの学校」の原寸大陶板あり。
- 2008年（平成20年）4月 - 文部科学省よりスーパーサイエンスハイスクール(SSH)に指定。同じキャンパスにある玉川大学がグローバルCOEに指定されており、その中核研究でもある脳科学に関して特に高大連携を強く行っている。玉川大学工学部、脳科学研究所、農学部などと立地条件を生かしたSSHプログラムを展開している。
- 2009年（平成21年）5月 - 国際バカロレア(IB)よりIBMYPスクールに認定され、現在7年生（中1） - 9年生（中3）まで国際学級が運営されている。静岡県の学校法人加藤学園に続いて、日本で2番目の国際学級を持つ一条校。
- 2010年（平成22年）4月
  - 10年生（高1生）対象のプロアクティブラーニングコースを1クラス設置。これまでの通常のクラスよりも、SSH関連の企画やIBのカリキュラムを積極的に導入し、他難関大学進学も視野に入れた授業を展開。
  - 国際バカロレア(IB)よりIBDPスクールに認定される。
- 2014年（平成26年）4月 - 文部科学省よりスーパーグローバルハイスクール(SGH)に指定。
- 学内の玉川大学への推薦基準は高校の3年間で一定の成績以上を修めた生徒が対象となる。高校3年生の約30%が玉川大学に進学。看板学部である教育学部は内部生にも人気が高く、特に乳幼児発達学科入学を目指して、高校より入学する生徒も多い。
- 2016年（平成28年）4月 - 文部科学省「教育課程特例校」として国際学級BLES（ブレスとは、BiLingual Elementary Schoolの略称。バイリンガル教育を意図）クラスを展開[3]。国際学級BLESを小学1年生から順に展開し、日本語と英語のバイリンガル教育を通じて、国際社会で求められる人材を育てることを目指す。国際学級BLESは、玉川学園で導入している国際バカロレア（IB）クラスへつながる国際的な一貫教育として、国際化する大学進学への起点として展開。

## 玉川大学出版部
教育機関誌の出版を目的として、1929年の玉川学園の創設と同時に「玉川学園出版部」として発足。出版活動は、玉川学園創設の時から労作教育の実践の場所と位置づけられていた。そのため出版部では、専門の職員のほか一般教職員や学生・生徒も、執筆や編集、製作、販売に参加していた。1954年より、玉川学園と誠文堂新光社との間で業務提携をし、「玉川大学出版部」は、日本で数少ない大学出版部の一つとして、高等教育関係の研究書や専門書などの教育関係書籍、百科辞典から児童書に至るまで幅広い教育書籍を刊行していることで知られている。

## 地方自治体との連携
- 鹿児島県南さつま市:学園創設者小原國芳の出身地であり、2012年6月1日に包括連携協定を法人との間で締結
- 北海道川上郡弟子屈町
- 和歌山県東牟婁郡古座川町
- 静岡県下田市

## 交通
- 小田急線 玉川学園前駅 徒歩3分[11]

## その他
- 1995年4月に親学推進協会より高橋史朗氏を大学院講師兼任として招き、近年も保護者向け勉強会が行われている。2009年頃には塚田稔講師を玉川大学脳科学研究所副所長に迎え、親学[12]の推進にも勤しんでいる 。

- 2007年1月、平成19年度一般入試出願期間において、神奈川朝鮮中高級学校3年の男子生徒が農学部受験を出願しようとしたところ、大学側は「各種学校である朝鮮学校の卒業見込は出願資格にならない」として拒否し、出願には文部科学省による高卒認定試験の合格が条件であるとした。これに対して生徒側が弁護団とともに本学へ乗り込んで抗議し、注目を集めた。日本全国から本学入試課への電話での賞賛の声や抗議も殺到したが、結局出願は認められなかった。

- 参考：玉川大学の入学有資格者　1.〔学校教育法の第1条にいう〕高等学校又は中等教育学校の卒業者　2.通常の課程による12年の学校教育の修了者（含　通常の課程以外のこれに相当する学校教育の修了者）〔旧制学校の卒業・修了者等を対象?〕　3.外国において学校教育における12年の課程の修了者又はこれに準ずる〔インターナショナルバカロレア等による?〕者で文部科学大臣の指定した者　4.文部科学大臣が高等学校の課程と同等の課程を有するものとして認定した在外教育施設〔海外の日本人学校等〕の当該課程修了者　5.専修学校の高等課程（修業年限3年以上ほか文部科学大臣が定める基準を満たすものに限る）　6.文部科学大臣の指定した者　7.高等学校卒業程度認定試験合格者（含旧大検合格者）

- 2014年、オオスズメバチを主人公にした小説『風の中のマリア』の執筆のため、スズメバチの生態をくわしく知るために作家の 百田尚樹 氏が玉川大学 小野正人教授に取材した逸話を通した対談が「全人」2014年4月号　No.782に掲載された。

- 2018年、石破茂 氏による「大学生にいま伝えたいこと」と題した玉川大学学友会寄付講座が、リベラルアーツ学部1年生を対象に開催され，自民党との深いつながりを伺わせる．